# Еммануель Амуніке
Еммануель Амуніке (англ. Emmanuel Amuneke; нар. 25 грудня 1970) — нігерійський футболіст, що грав на позиції флангового півзахисника та нападника. Кращий футболіст Африки 1994 року (за версією КАФ). По завершенні ігрової кар'єри — футбольний тренер.
Виступав, зокрема, за клуби «Спортінг» та «Барселона», а також національну збірну Нігерії. У складі збірної — володар Кубка африканських націй та олімпійський чемпіон.

## Клубна кар'єра
У ранні роки футбольної кар'єри виступав за клуби «Нігерлюкс», «Конкорд» та «Юліус Бергер». У складі команди «Юліус Бергер» ставав чемпіоном Нігерії (1991). З 1991 року грав у складі єгипетського «Замалека», з яким став чемпіоном Єгипту 1992 і 1993 років, а також виграв африканський Кубок чемпіонів (1993) та Суперкубок КАФ (1994).
Своєю грою за останню команду привернув увагу представників тренерського штабу португальського «Спортінга», до складу якого приєднався влітку 1994 року. Відіграв за лісабонський клуб наступні два з половиною сезони своєї ігрової кар'єри. У складі «Спортінга» був одним з головних бомбардирів команди, маючи середню результативність на рівні 0,33 голу за гру першості.
В грудні 1996 року уклав контракт з іспанською «Барселоною», яка заплатила за гравця 3,6 млн доларів. До кінця сезону нігерієць зіграв за «блаугранас» 19 матчів в Ла Лізі, проте в міжсезоння він отримав серйозну травму коліна, після чого повернутись на попередній рівень нападник так і не зумів, хоча і числився в команді ще протягом трьох наступних сезонів і виграв з нею низку трофеїв.
У 2000 році на правах вільного агента перейшов в «Альбасете» із Сегунди, де за два сезони провів лише 17 ігор і забив 1 гол.
2003 року протягом кількох місяців грав за південнокорейський «Пусан Ай Парк», після чого перейшов в йорданський клуб «Аль-Віхдат» з Аммана, де зіграв протягом наступного сезону 22 гри, але не забив жодного м'яча.

## Виступи за збірну
1993 року дебютував в офіційних матчах у складі національної збірної Нігерії.
У складі збірної ставав Олімпійським чемпіоном 1996 року, володарем Кубка африканських націй 1994 року у Тунісі, віце-чемпіоном Кубка африканських націй 2000 року у Гані та Нігерії, півфіналістом Кубка Короля Фахда 1995 року у Саудівській Аравії та учасником 1/8 фіналу чемпіонату світу 1994 року у США.
Протягом кар'єри у національній команді, яка тривала 9 років, провів у формі головної команди країни 40 матчів, забивши 9 голів.

## Тренерська робота
Після завершення ігрової кар'єри через травму у віці 33, в 2008 році Амуніке провів деякий час як помічник тренера клубу саудівської Прем'єр-ліги «Аль-Хазм», але залишив його, щоб стати скаутом в англійському «Манчестер Юнайтед».
23 грудня 2008 року Амуніке свою колишню команду «Юліус Бергер», після чого протягом деякого часу він суміщав цю посаду з роботою в структурі «червоних дияволів», але зрештою вирішив кинути посаду в Англії щоб зосередитися на своїй тренерській кар'єрі. Згодом Амуніке був звільнений і з нігерійської команди після конфліктів з керівництвом, не дивлячись на порятунок команди від вильоту. Замість цього на початку листопада 2009 року він був призначений як новий тренер «Оушен Бойз», де пропрацював два роки.
Протягом 2013 року Амуніке був асастентом Ману Гарба у юнацькій збірній Нігерії до 17 років, яка того роки стала фіналістом Кубка Африки та чемпіоном світу. Після того як Гарба очолив молодіжну команду, у лютому 2014 року Амуніке став повноцінним тренером юнацької команди. При ньому команда у 2015 році стала півфіналістом Юнацького (U-17) чемпіонату Африки, а також захистив титул юнацького чемпіону світу.

## Титули і досягнення
Гравець

### Командні

#### Національні
- Чемпіон Нігерії (1):

«Юліус Бергер»: 1991
- Чемпіон Єгипту (2):

«Замалек»: 1991-92, 1992-93
- Володар Кубка Португалії (1):

«Спортінг»: 1994—95
- Володар Суперкубка Португалії (1):

«Спортінг»: 1995
- Чемпіон Іспанії (2):

«Барселона»: 1997–98, 1998–99
- Володар Кубка Іспанії (2):

«Барселона»: 1996—97, 1997—98

#### Міжнародні
- Володар африканського Кубка чемпіонів (1):

«Замалек»: 1993
- Володар Суперкубка КАФ (1):

«Замалек»: 1994
- Володар Кубка Кубків УЄФА (1):

«Барселона»: 1996–1997
- Володар Суперкубка УЄФА (1):

«Барселона»: 1997

### Збірна
- Володар Кубка африканських націй (1):

Нігерія: 1994
- Срібний призер Кубка африканських націй: 2000
- Олімпійський чемпіон (1):

Нігерія: 1996

### Особисті
- Африканський футболіст року: 1994
- Найкращий футболіст Африки за версією ВВС: 1996

Тренер
- Чемпіон світу (U-17): 2015